# Horacio Elizondo
Horacio Marcelo Elizondo (Quilmes, 4 novembre 1963) è un ex arbitro di calcio argentino, originario di Parada Robles.

## Carriera
Arbitro internazionale dal 1º gennaio 1994, fece il suo esordio nella partita amichevole fra Ecuador-Colombia, mentre nel 1997 fu uno dei direttori di gara dei Mondiali Under-17 in Egitto. In seguito arbitrò anche in due edizioni della Coppa America di calcio nel 1997 e nel 1999. Dopo la partecipazione al Campionato mondiale per club FIFA del 2000 in Brasile, dal 2001 la FIFA lo inserì nella lista dei migliori arbitri internazionali. Prese parte ai Mondiali Under-20 del 2003 negli Emirati Arabi Uniti, e alle Olimpiadi di Atene 2004 (durante le quali ha arbitrato Italia-Ghana, terminata 2-2).

## Mondiale 2006
Nel 2006 venne designato tra i direttori di gara del Mondiale 2006. Oltre alla gara inaugurale Germania-Costa Rica, diresse Rep. Ceca-Ghana, Svizzera-Corea del Sud, il quarto di finale Inghilterra-Portogallo e la finale Italia-Francia, tutte partite arbitrate con piena sufficienza. Insieme al collega messicano Archundia detiene il record del numero di direzioni di gara in un Mondiale, avendo collezionato ben 5 presenze al torneo tedesco. È inoltre il primo direttore di gara nella storia dei mondiali di calcio ad aver arbitrato sia la partita inaugurale che la finale.
Nella finale del Mondiale 2006 si prese la difficile responsabilità dell'espulsione del capitano francese Zinédine Zidane a seguito della sua testata a Marco Materazzi. Successivamente confermò in un'intervista di non aver visto personalmente la testata e di aver ricevuto il suggerimento dell'espulsione dal quarto uomo Luis Medina Cantalejo.

## Dopo il ritiro
Nel dicembre 2006, in occasione della gara Boca Juniors-Lanús, si è ritirato dall'attività con due anni di anticipo, ritenendo di non avere più stimoli, avendo raggiunto il traguardo massimo per un arbitro: arbitrare una finale del Campionato mondiale di calcio.
Nel gennaio 2007 venne insignito a Salisburgo del premio destinato dall'IFFHS al miglior arbitro dell'anno, relativamente all'annata 2006.
Pochi mesi dopo fu nominato coordinatore dei programmi sportivi giurisdizionali dal governo argentino, presieduto da Néstor Kirchner. Elizondo aveva già ricevuto nel mese di aprile l'incarico di sottosegretario all'educazione e allo sport nella città di Luján.
Terminata questa esperienza, nel 2009 venne nominato a capo del Dipartimento per la formazione arbitrale dalla Federazione Argentina, da cui poi si allontanò nel 2011 per sopraggiunte divergenze di vedute rispetto al presidente della Federazione, Julio Grondona.